# Maurice Dando
Maurice Dando (tháng 7 năm 1905 ở Bristol, Anh – 1949) là một cầu thủ bóng đá người Anh.

## Sự nghiệp
Dando thi đấu cho Bath City trước khi gia nhập Bristol Rovers năm 1928, ban đầu là cầu thủ nghiệp dư. Ông gia nhập York City mùa hè năm 1933, ghi 2 bàn trong màn ra mắt trước Crewe Alexandra ngày 30 tháng 8 năm 1933. Ông kết thúc mùa giải 1933–34 với 25 bàn trong 41 lần ra sân. Mùa giải tiếp theo ông ghi 21 bàn thắng. Trong 2 mùa giải này, ông ghi 3 hat-trick. Ông ghi tổng cộng 46 bàn trong 86 lần ra sân cho York.
Dando gia nhập Chesterfield vào tháng 6 năm 1935 và ghi 27 bàn cho câu lạc bộ ở Division Three North tại 1935–36. Ông chuyển đến Crewe Alexandra 2 năm sau, trong bản hợp đồng cũng chứng kiến Bert Swindells gia nhập Chesterfield từ Crewe. Dando mất năm 1949 lúc 44 tuổi sau khi bị bệnh nặng.